# Anthony Kosten
Anthony Kosten (Londen, 24 juli 1958) is een Franse schaker met FIDE-rating 2450 in 2017. Hij is sinds 1990 grootmeester (GM). 
In 1982 werd hij derde bij het Britse schaakkampioenschap.  
Geboren als Engelsman, verhuisde hij in 2000 naar Frankrijk en heeft hij inmiddels de Franse nationaliteit en leeft in Clermont-Ferrand. 
In de periode van 1982 tot en met 2010 speelde hij veel toernooien, waarvan hij er een groot aantal won of waar hij ex aequo eerste werd. Hij heeft in verschillende landen in Europa in de nationale competitie meegespeeld.

## Publicaties
Hij schreef veel schaakboeken onder de naam Tony Kosten, vaak over de opening:
- Winning Endgames, Crowood, 1987, ISBN 978-0-946284-69-6
- Winning with the Philidor, Batsford, 1992, ISBN 978-0-7134-6945-5
- New Ideas in the Nimzo-Indian Defence, Batsford, 1994, ISBN 978-0-7134-7377-3
- Latvian Gambit, Batsford, 1995, ISBN 978-0-7134-8629-2
- 101 Tips to Improve your Chess, Batsford, 1996, ISBN 978-0-7134-7899-0
- Trends in the Philidor, Trends Publications, 1997, ISBN 1-85932-032-5.
- French Advance, Everyman Chess, 1998, ISBN 978-1-901259-10-0
- Mastering the Nimzo-Indian with the Read and Play Method, Batsford, 1998, ISBN 978-0-7134-8383-3
- The Dynamic English, Gambit Publications, 1999, ISBN 978-1-901983-14-2
- Easy Guide to the Najdorf, Everyman Chess, 1999, ISBN 978-1-85744-529-9
- Classical Sicilian (B56-B59), ChessBase, 2000, ISBN 3-932466-84-5 (cd-rom)
- The Latvian Gambit lives!, Batsford, 2001, ISBN 978-0-7134-8629-2
- The Knockout Nimzo, Bad Bishop, 2003, ISBN 978-0-9542934-5-1 (cd-rom)
- Dangerous Weapons: Flank Openings: Dazzle Your Opponents!, Everyman Chess, 2008, ISBN 978-1-85744-583-1 (met Richard Palliser en James Vigus)